# Dublanc Playing Field
Dublanc Playing Field – to wielofunkcyjny stadion w Dublanc na Dominice. Obecnie używany głównie dla meczów piłki nożnej. Swoje mecze rozgrywają na nim drużyny piłkarskie Dublanc Strickers SC i Wacky Rollers SC. Stadion może pomieścić 1 000 widzów.